# Roger Rafal
Roger Rafal, nom de scène de Roger Charles Jean Gouspeyre, est un acteur français né le 27 février 1909 dans le 2e arrondissement de Paris et mort le 9 février 1987 à Cannes.

## Filmographie
- 1945 : Mission spéciale de Maurice de Canonge
- 1946 : Master Love de Robert Péguy
- 1947 : Les Requins de Gibraltar de Emil-Edwin Reinert : Faormoe
- 1948 : Les Aventures des Pieds-Nickelés de Marcel Aboulker : un gangster
- 1949 : Scandale aux Champs-Élysées de Roger Blanc : le juge d'instruction
- 1949 : Jour de fête de Jacques Tati : le coiffeur
- 1949 : Drame au Vel'd'Hiv' de Maurice Cam : Lenoir
- 1949 : Histoires extraordinaires de Jean Faurez
- 1950 : Premières armes de René Wheeler : Barrymore
- 1950 : Sans tambour ni trompette de Roger Blanc
- 1950 : La Peau d'un homme de René Jolivet : l'inspecteur Leroy
- 1951 : Les Mousquetaires du roi de Marcel Aboulker et Michel Ferry (film inachevé)
- 1952 : Jocelyn de Jacques de Casembroot
- 1952 : Le Crime du Bouif d'André Cerf : le procureur
- 1955 : Casse-cou, mademoiselle de Christian Stengel